# Бочкарёв, Аверьян Григорьевич
Аверьян Григорьевич Бочкарёв (Бочкарёв 3-й; 21 октября 1862, Оренбургская губерния — 21 августа 1937, Оренбург) — войсковой старшина, командир 2-й особой Оренбургской казачьей сотни.

## Биография
Родился 21 октября 1862 года в станице Пречистенская первого военного отдела Оренбургского казачьего войска. В 1883 году Аверьян окончил Оренбургское казачье юнкерское училище по второму разряду.
Начал службу 18 октября 1879 года. Стал хорунжим в год выпуска из училища, а сотником — в 1887 года. Достиг чина подъесаула в 1896 году, есаула — в 1905, а войскового старшины — в 1908.
В 1894 году служил в Оренбургском 1-м казачьем полку. С 1901 года он был на льготе (без должности), с которой, в 1904, был назначен в Оренбургский 12-й казачий полк. Стал командиром 3-й сотни, с которой участвовал в Русско-японской войне.
В декабре 1908 года вышел в отставку в чине войскового старшины. С началом Первой Мировой войны он вернулся на службу командиром 2-й особой роты оренбургских казаков: находился в этой должности с 16 сентября 1914 по 18 февраля 1915 года. Был уволен в отставку по болезни.
С развёртыванием активной фазы Гражданской войны, в 1918 году, оказался в Белой армии. Был ранен; отступал с антибольшевистскими силами до Омска и Владивостока. По окончании войны он эмигрировал в Китай.
Позже стал реэмигрантом из Китая: в 1925 году он вернулся в СССР, в Сакмару.
В 1937 году, «неработающий» Бочкарёв, проживавший в Оренбурге, был осуждён «тройкой» при управлению НКВД по Оренбургской области к высшей мере наказания и расстрелян.
Реабилитирован 21 июля 1989 года.

## Награды
- Орден Святого Станислава 3 степени (1900).
- Орден Святой Анны 4 степени (1904—1905): «за храбрость».
- Орден Святого Владимира 4 степени с мечами и бантом[1].

## Семья
Жена: Любовь Васильевна — уроженка Оренбургской губернии.
Дети:
- Николай
- Анастасия
- Георгий (19 лет на 1937 год)[1]